# Рунденская волость

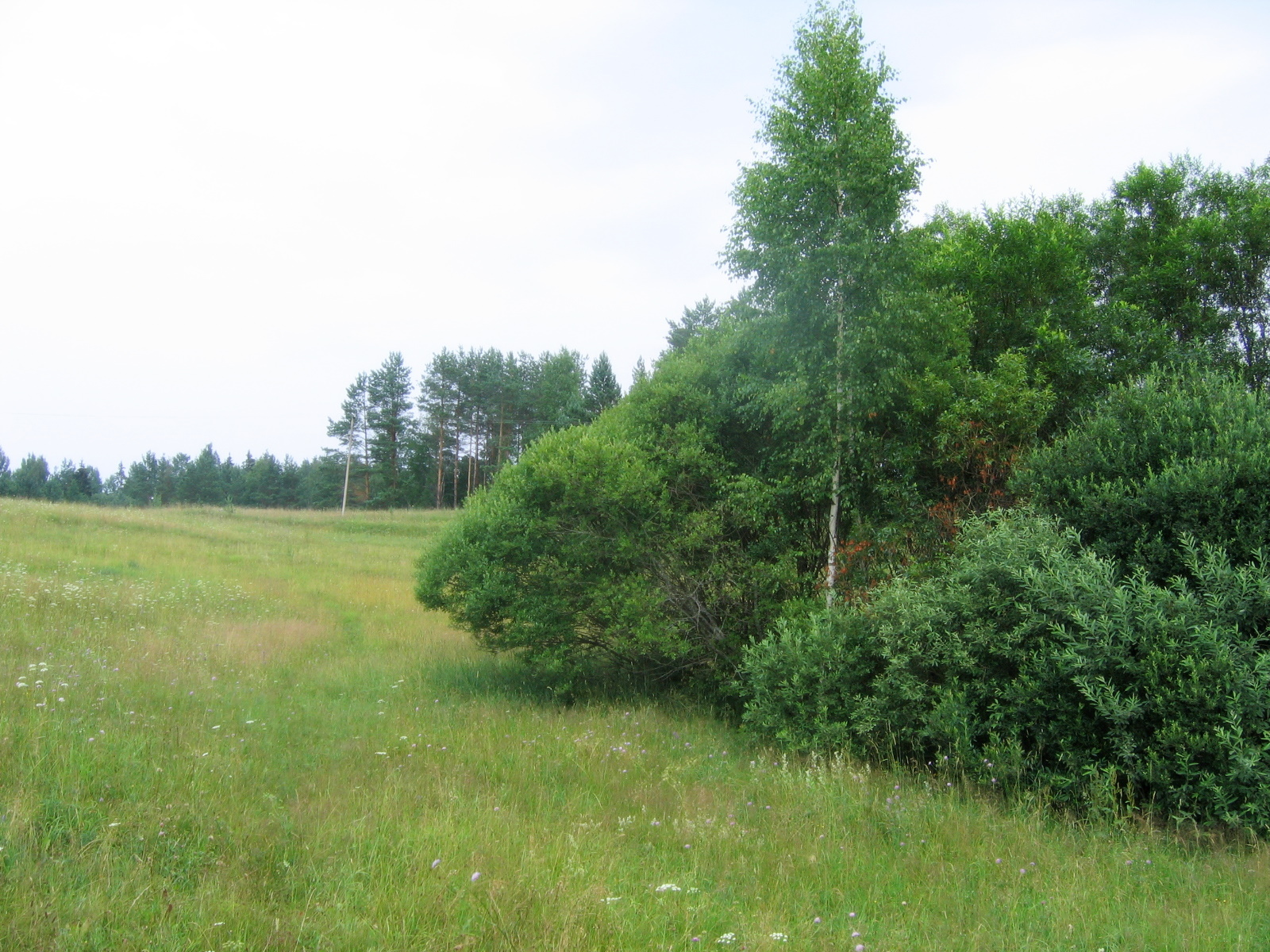
Станкевичи

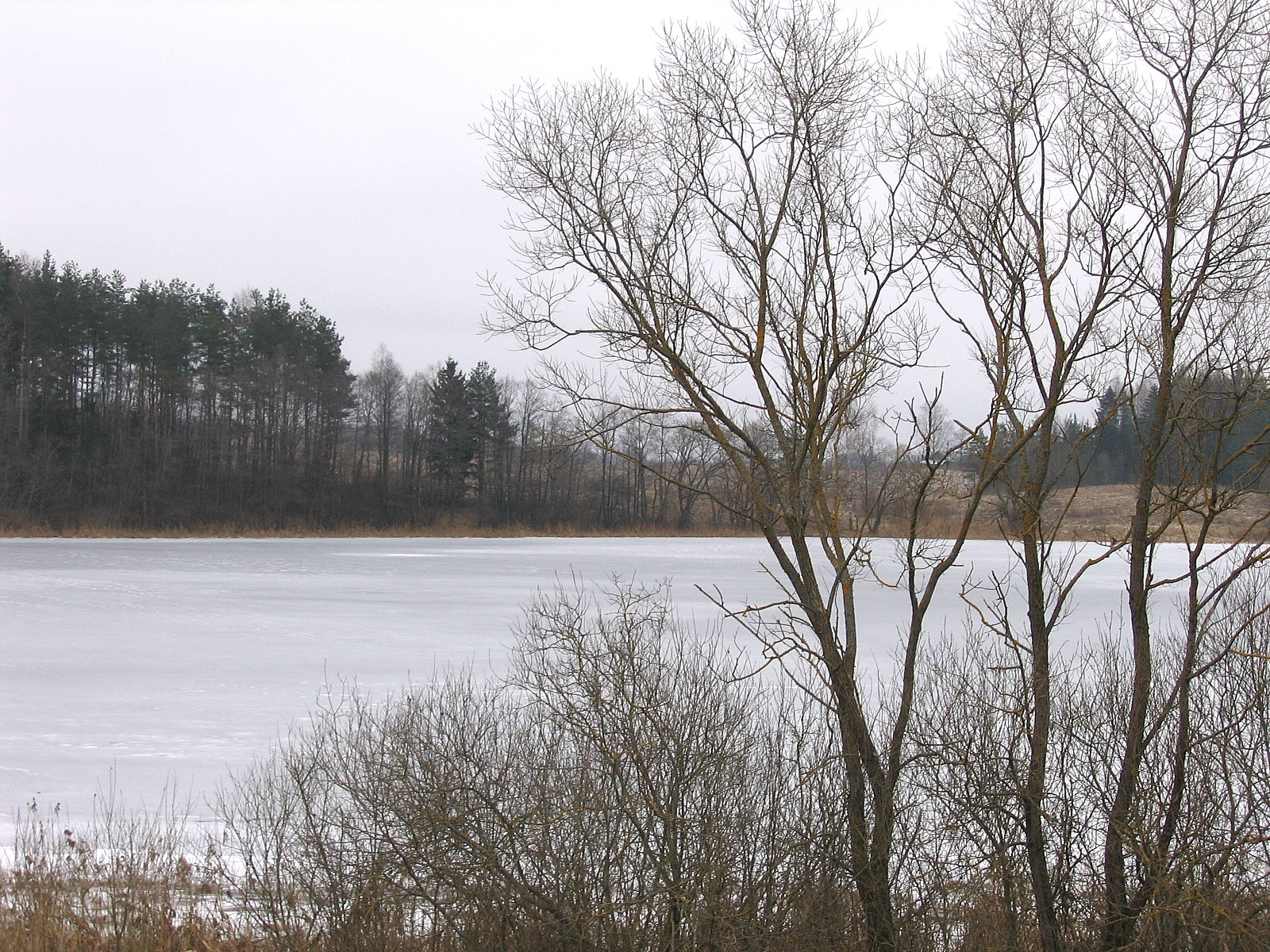
Лоборжи

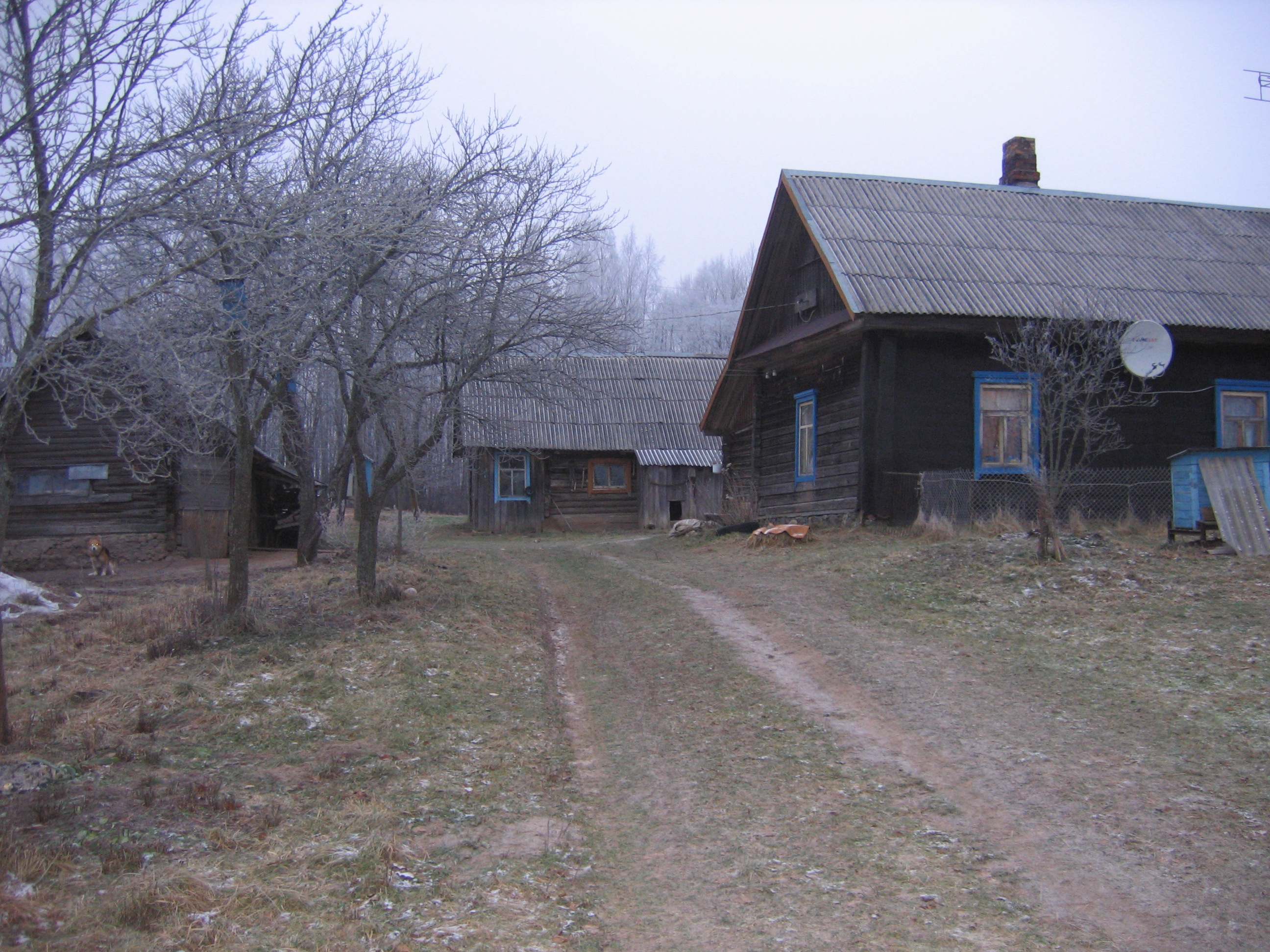
Рулево

Ру́нденская волость (латыш. Rundēnu pagasts) — одна из двадцати пяти территориальных единиц Лудзенского края Латвии. Находитсяна юго-западе края, граничит с Пилдской, Нирзской, Истринской, Лаудерской волостями своего края, Эзерниекской волостью Краславского края и с Каунатской волостью Резекненского края. Расстояние от волостного центра Рундены до районного центра Лудзы — 33 км, до столицы Латвии Риги — 315 км. Площадь — 124,665 км².

## Население
По данным переписи населения 2011 года, из 504 жителей Рунденской волости русские составляли  61,51 % (310 чел.), латыши —  33,53 % (169 чел.), белорусы —  2,38 % (12 чел.), украинцы —  1,39 % (7 чел.).
По данным переписи населения 2000 года, из 800 жителей Рунденской волости русские составляли  65,25 % (522 чел.), латыши —  28,87 % (231 чел.), белорусы —  2,87 % (23 чел.).

## География
Рунденская волость находится на Латгальской возвышенности, большую часть волости занимают Разнавские холмы, на юго-востоке Дагденские холмы. Самой высокой является северная часть, которая образует водораздел между реками Даугавой и Великой, также на возвышенности находится западная часть, которая вплотную подходит к массиву Лиелайс Лиепукалнс. Самые высокие холмы — это холм Пентюшу, а также холмы к северу от Ковалишков у Сунуплявы и у Рудзишей. Самое большое озеро — Бижас. Меньшие озёра: Безлесьес, Аунеяс, Глушеня, Тестечковас, Лоборжу, Ауделю, Пакалну, Ворзовас, Казеня, Рудзишу. По территории волости протекает река Сарьянка, которая впадает в Западную Двину.
Часть территории волости занимает национальный парк Разнас.
| Общая площадь | С/х земля | Леса      | Инфраструктура | Мелиорация |
| ------------- | --------- | --------- | -------------- | ---------- |
| 12466,5 га    | 5915.9 га | 4972,7 га | 835,1 га       | 742.8 га   |
| 100,00 %      | 47,45 %   | 39,89 %   | 6,70 %         | 5,96 %     |

## Посёлки и населённые пункты

Рундены

Волостной центр — посёлок Рундены. Населённые пункты: Аделинова (Аделиново), Барсуки, Безлесье, Ближнева (Ближнево), Большая Малиновка, Боры, Бояры, Брижова (Брижово), Бубинова (Бубиново), Вертулова (Вёртулово), Городок, Грейданы, Гринькова (Гриньково), Дворище, Девятники, Дзеняголс (Дзенегали), Дроздовка, Жубули, Замостье, Заречье, Зирги, Зуброва (Зуброво), Кабиловка, Казеня, Казицы, Каннова (Канново), Клещёва (Клещёво), Клумстова (Клумстово), Ковалишки, Ксаверина (Ксаверино), Лабунщина, Лосишки, Лысова (Лысово), Лоборжи, Лосишки, Мазкриница, Малиновка, Мачули, Межавепри, Налоги, Новини, Новийдворс (Новый Двор), Опши, Осова (Осово), Острова (Острово) Пакалны, Пентюши, Перельи, Пешлева (Пешлево), Пунцулова (Пунцулово), Пуща, Роцова (Роцово), Рудзиши, Рулева (Рулево), Русецки, Савина (Савино), Сарья, Станкевичи, Струкали, Сунуплява, Тарчилова (Тарчилово), Тартакс (Тартаки), Теренева (Теренево), Тестечкова (Тестечково), Хомутова (Хомутово), Чухнова (Чухново), Шкорлупова (Шкорлупово), Ячменище.

## История
- Ранее на территории волости располагались поместья[1], Викториново, Бишу и несколько фольварков (полу-поместий) — Зуранполе, Чухново, Большая Кринница, Малая Кринница и Закю. Во время аграрной реформы земли поместий были поделены на наделы. До наших дней сохранился дом поместья Пакалны (находится в частной собственности, архитектурный стиль неоромантика)[2] и парк Рунденского поместья (расположен школьный комплекс). До 1938 года на территории волости находилось несколько школ: в Рулеве, Дроздовке, Рудзишах, Пакалне, Вёртулове и в самих Рунданах. В 1939 году была построена Рунданская средняя школа. В 20-30-е годы в волости было образовано несколько товариществ: кредитно-сберегательное, по контролю за животноводством, сельскохозяйственное. Работали две мельницы, маслодельня, 12 мест торговли продуктовым товаром, две булочные, вино-водочный магазин, а также магазин мануфактурных и кожаных изделий. В Советское время был образован совхоз «Рундены», самый крупный в Лудзенском районе[3]. До 1 июля 2009 года волость входила в состав Лудзенского района.

## Хозяйственная деятельность

Народный дом, Рундены

В ведении самоуправления Рунденской волости находятся следующие учреждения, расположенные в волостном центре: школа (не работает с 2007 года), дошкольное учебное заведение, Народный дом, амбулатория и библиотека. Крупнейшие крестьянские хозяйства волости: «Залесье», «Сарья», «Велмес», «Цериба», основной вид деятельности — зерновое и животноводческое хозяйство. В Рунденах находятся 2 магазина и почтовое отделение.

## Достопримечательности

### Места, связанные с религией и культом

Вёртуловская православная церковь рождения Св. Богоматери

- Рунденская Римская католическая церковь вознесения Христова[4]
- Вёртуловская православная церковь рождения Св. Богоматери

Документальных свидетельств основания церкви не сохранилось. Известно, что в 1783 году на этом месте стоял униатский храм. В 1836 году из глины и можжевеловых веток была построена предшественница теперешней церкви, на месте которой в 1862 году было начато строительство нового здания церкви, закончившееся в 1866 году. Размеры церкви 18 метров в длину, 9 метров в ширину и 15 метров в высоту. В XIX веке под нужды Вёртуловского православного прихода были отданы 50 гектаров земли. Однако в 1899—1901 годах около 300 прихожан, в поисках лучшей доли, переселились в Сибирь. Примерно в 100 метрах от церкви находится современное Вёртуловское православное кладбище, а в 350 метрах — Вёртуловское средневековое кладбище, являющееся археологическим памятником культуры, охраняемое государством.

- Старообрядческая моленная в Ближнево

В Рунденской волости находятся две старообрядческие моленные — в Ближнево (действующая) и в Борах.

### Археологические памятники культуры, охраняемые государством
| Название                                                | Место расположения         |
| ------------------------------------------------------- | -------------------------- |
| Вёртуловское средневековое кладбище                     | Вёртулово                  |
| Городковское городище I (Горелая гора, Городок)         | Городок                    |
| Городковское городище II (Крутая гора, Костёльная гора) | Городок                    |
| Зиргский могильник                                      | Зирги                      |
| Казицкий могильник и Бык-Камень                         | Казицы                     |
| Пешлевский могильник                                    | Пешлево                    |
| Пентюшское городище и поселение                         | Пентюши                    |
| Тереневский могильник                                   | Между Тереневым и Канновым |

### Природные памятники
- Бык-Камень в Казицах

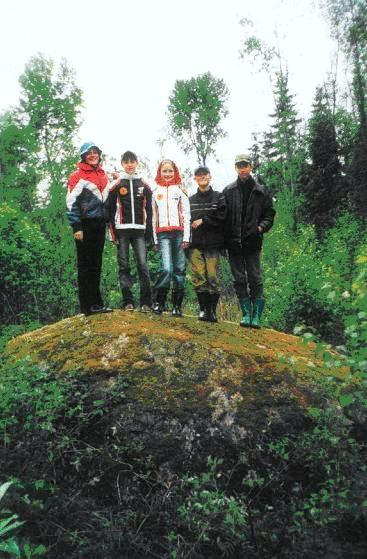
Бык-Камень в Казицах

Территория Рундан богата камнями. Недалеко от Рундан, в деревне Казицы — на берегу притока Сарьянки (которая впадает в Даугаву) находится гранитный Бык-Камень. Это большой, древний культовый камень балтийских племен. 5,3 метров в длину, 3,5 метра в ширину и 1,8 метров в высоту. Существует предположение, что Бык-Камень служил в качестве пограничного камня для обозначения древней границы. На камне высечены два креста, а также знак в виде подковы, как бы с двумя рогами. Этот знак издали похож на голову оленя или быка — отсюда и название Бык-Камень (по латышски «Bikakmens»). Внизу камня у самой земли высечен ромбовидный знак, значение которого неясно. И если присмотреться, то видны отдельные буквы. С трудом можем прочитать имя Елизар. Одна сторона камня словно подкопана.
Пожилые люди говорят, что если дотронуться до камня — то он забирает все болезни и хвори, и даёт силу и энергию.
О Бык-Камне ходят разные легенды. Одна из них говорит о том, что под камнем зарыт клад. «Однажды бедный кузнец Елизар услышал, что под камнем зарыт клад. Решил добыть его. Взял молоток, топор и лопату и отправился добывать клад. Когда он стал откапывать камень, то внезапно поднялся сильный ураган. Деревья прогнулись до земли. Откуда не возьмись — появился бык и напал на Елизара. Елизар не растерялся и ударил быка по рогам. Один рог упал. И в ту же самую минуту ураган внезапно прекратился. Елизар поднял рог, а тот оказался золотым. С тех пор Елизар стал богатым.»
Ещё одна легенда о Бык-Камне «В ночь на Лиго камень становится красным и горячим, а на камне сидит чёрный кот и мурлычет. Однако смельчаков, проверить это, что-то не находится.»
- Рунданские Чёртовы ямы

Рунданские Чёртовы ямы (латыш. Velna dobes, латгальск. Valna dūbes) — природный памятник, площадью 3 гектара. Находится на Латгальской возвышенности в 3-4 километрах на северо-восток от Рундан, в 800 метрах от дороги Рундены — Лаудери, на территории Рунденской и Лаудерской волостей. С 1997 года Чёртовы ямы являются охраняемым геоморфологическим объектом, единственным подобного типа в Балтии. Это пять ям неизвестного происхождения, некоторые заполнены водой, другие заросли кустами малины. Возникновение ям связывают с возможним падением метеорита. Есть также предположения, что это карстовые образования.

### Скульптурные памятники и инсталляции
- Гора Крестов в Рунданах[7]
- Памятник на месте одной из битв Второй мировой войны в Сунупляве

Мемориальный ансамбль, созданный в память об одиннадцати героях разных национальностей Второй мировой войны на высоте Сунуплява (высота 144). Находится на обочине дороги Рундены — Лаудери. Мемориальный ансамбль создан из больших валунов, автор А.Дрипе.

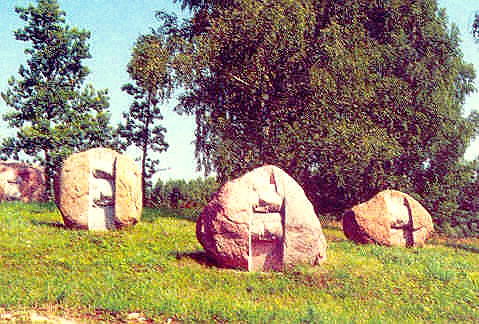
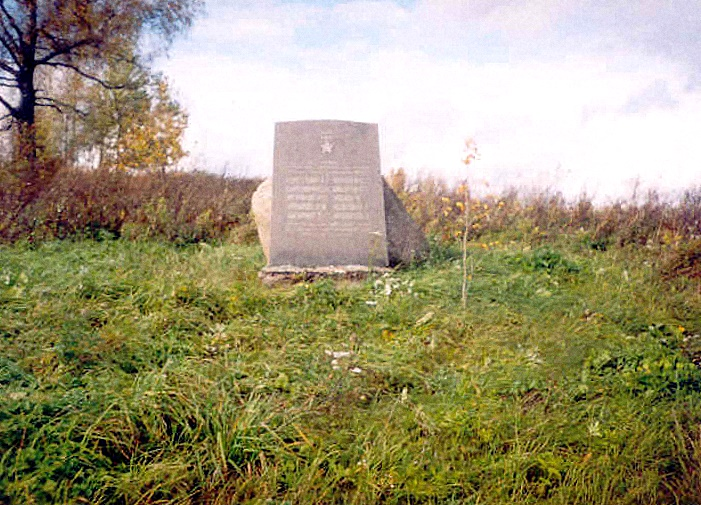
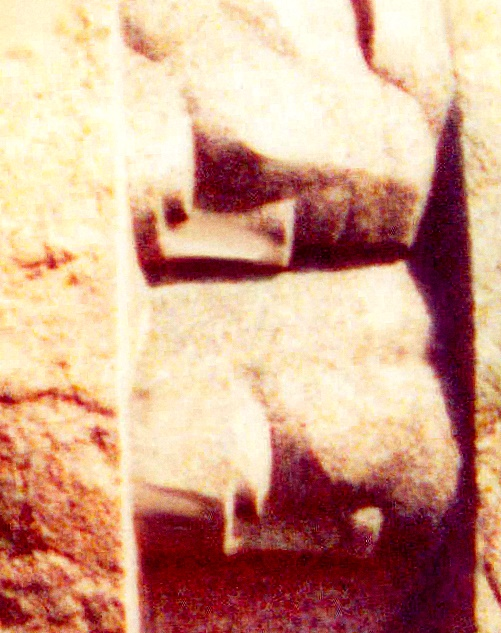

## Известные жители

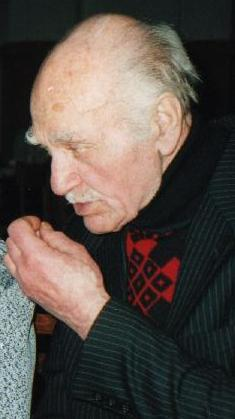
Шалва Хмелидзе

Известные личности, родившиеся или жившие на территории Рунденской волости:
- Янис Алнис (уроженец Рундан) — конструктор-ракетчик, краеевед, подвижник, основатель Горы Крестов в Рунданах.
- Петерис Берёза (уроженец Гриньково — 10.07.2002.) — краеевед, первооткрыватель Рунденских Чёртовых ям[9].
- Артур Буртниекс (житель Рундан — умер в ссылке в Сибири) — директор школы, в 1938 году возглавил строительство Рунденской средней школы, был репрессирован в Сибирь.
- Евгений Васильев (житель Рундан, родился 23.02.1932.) — поэт, учитель.
- Виктор Пентюш (09.07.1915. Рунданский приход — 19.02.2007. Рига) — католический священник, профессор, викарий кафедрального собора Св. Екаба, наставник Рижской Духовной семинарии[10]. В 1948 году был репрессирован и сослан в Воркуту (Коми), откуда вернулся на Родину в 1956 году.
- Волдемар Рагусала (21.07.1907. Рундены) — публицист.
- Алексис Рубулис (10.11.1922. Рунденская волость) — писатель, поэт, историк, филолог, знаток литературы, публицист. Учился в Балтийском университете в Германии, в университетах Чикаго, Индианы, Мадрида, Стэнфорда, Упсала, Хельсинки, Гамбурга и Геттингена. С 1987 профессор, живёт в Чикаго, США. Автор романа «Со смертью на ты», сборника рассказов и новелл «Via tua», аллегории «Каждому своё», сборников стихов «В Латгалию», «Завещание» и других литературных работ.
- Анта Ругате (16.04.1949. Пуща) — журналист, политик, депутат 5 — 9 Сеймов.
- Эмилия Сойда (22.03.1924. Опши — 12.05.1989.) — языковед, доцент Латвийского Университета, руководитель Кафедры латышского языка, продекан Факультета истории и филологии, автор множества книг и учебных пособий.
- Шалва Хмелидзе (грузин, житель Рундан — 24.09.2010. Пасиене) — учитель, публицист, исследователь истории Латгальского края и многих других земель, исследователь военных действий Северных флотов СССР и Великобритании во время Второй мировой войны, участником которых был сам[11].
- Игнат Чекстер (27.11.1842. Новый Двор — 03.09.1914, Петергоф) — топограф, один из первых генералов-латгальцев в армии Российской империи[12].
- Юлиан Чекстер (21.04.1885. Новый Двор — ?) — публицист, агроном.
- Владислав Швейде (28.02.1915. Осово — 11.08.1984. Рига) — художник, декоратор. Рисовал в технике темпера морские виды, этюды из рыбацкой жизни, пейзажи Латгалии и виды Старой Риги.